# Портал Радована

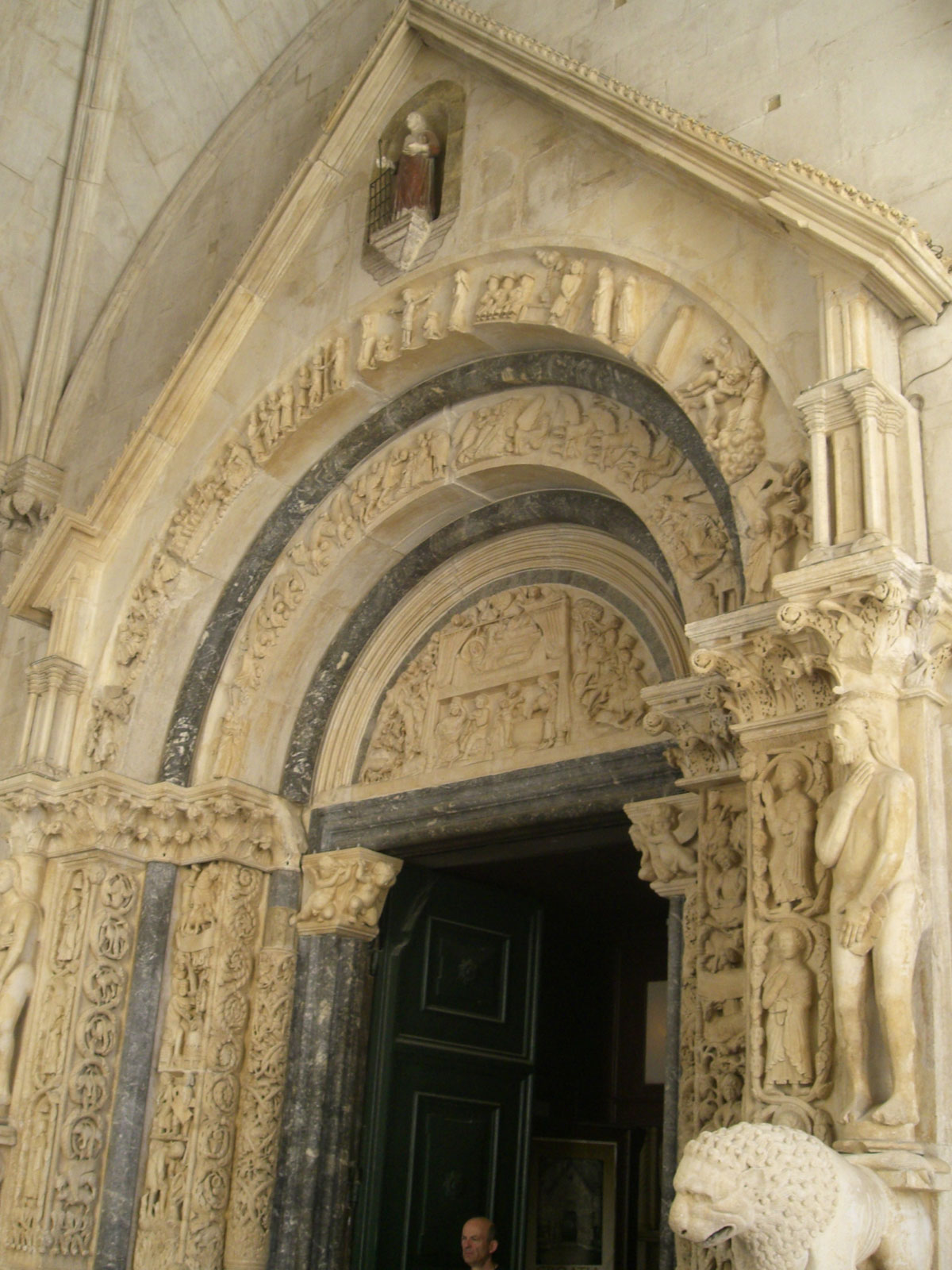
Портал Радована. Центральний портал кафедрального собору Св. Лаврентія у м. Трогірі

Портал Радована (хорв. Radovanov portal) — центральний портал кафедрального собору Св. Лаврентія у м. Трогірі, Хорватія. Створений майстром Радованом близько 1240 року, що засвідчено самим автором, котрий назвав себе у висіченому написі «славним у цьому виді мистецтв». Своєю пластичністю, життєвістю і сміливістю композиції скульптури майстра Радована порівнюються із важливими досягненнями зрілої романської епохи у Північній Італії, причому у деяких деталях вони перевершують роботи Бенедетто Антеламі (1150—1230). 
Особливим за своїм змістом є центральний барельєф люнета порталу, що одночасно зображує три сцени — «Різдво Христове», «Подорож трьох волхвів» і «Поклоніння пастухів». Це робота майстра Радована, оскільки на рельєфі знаходиться напис із його ім'ям і датою створення. Гнучкість фігур, їх майже природне згинання, що відповідає композиційній схемі, об'ємність, що підкреслена тривимірністю та витончена обробка свідчать про роботу великого значення, а також майстерність скульптора, перспективне скорочення зображення передбачає новий період у європейському мистецтві.
У напівкруглому поясі над люнетом зображені сцени «Благовіщення», «Поклоніння трьох волхвів», «Сон Йосифа» та група янголів, що співають хвалебні пісні. Портал має міцні бокові консолі, на яких установлені скульптури лева та левиці. З обох сторін порталу встановлені пілястри, які покриті рельєфами. Їх підтримують по два атланти (в загальній кількості вісім). На першій парі пілястр зображений повний цикл місяців року зі знаками зодіаку. Деякі барельєфи були створені майстром Радованом, інші — виготовили в його майстерні. Поряд із першою парою пілястр, біля самих дверних стулок, встановлені два вузьких стовпи, які розкішно декоровані стилізованим листям, крізь які проглядаються жваві сцени полювання, битв, а також один кентавр та сцена «Викрадення Європи». 
У другій половині XIII століття розпочали прибудову порталу у стилі ранньої готики. Над фігурами лева та левиці були встановлені фігури Адама і Єви, а на шести зовнішніх пілястрах, замість того аби продовжити роботу майстра Радована, були вирізані барельєфи шести апостолів. Над люнетом доданий ще один напівкруглий ряд рельєфів зі сценами, що зображують життя та муки Христа. Всі ці додавання були зроблені послідовниками майстра Радована і своєю якістю виконання вони відстають від первісного задуму Радована.